# Blaxland-Expedition

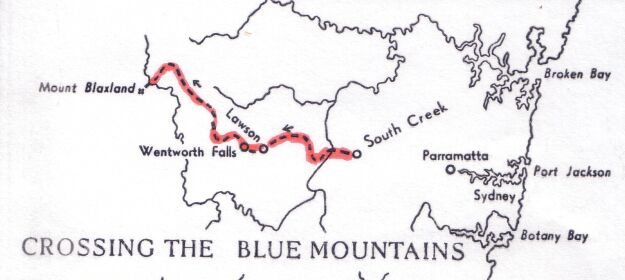
Route der Blaxland-Expedition

Die Blaxland-Expedition unter der Führung von Gregory Blaxland durchquerte vom 11. Mai bis zum 6. Juni 1813 die Blue Mountains in Australien. Blaxland und seine Begleiter William Lawson und William Wentworth galten lange als die ersten Siedler, die die Gebirgskette überwunden haben. Dies war zwar Ende des 18. Jahrhunderts bereits John Wilson gelungen, doch war es Blaxlands Expedition, die den Weg für eine Ausdehnung der Kolonie in das Landesinnere öffnete. Heute folgt der Great Western Highway weitgehend der Expeditionsroute.

## Vorgeschichte und Vorbereitungen
Ende des 18. Jahrhunderts und Anfang des 19. Jahrhunderts ließen sich immer mehr Siedler in der Kolonie an der Australischen Ostküste nieder und neue Weideflächen wurden benötigt, doch die Great Dividing Range verhinderte eine Ausdehnung der Kolonie in das Landesinnere. Schon Ende des 18. Jahrhunderts versuchten zahlreiche Entdecker die Gebirgskette zu überwinden, unter ihnen Francis Barrallier und George Caley, doch alle scheiterten, wenn auch mitunter knapp. Den ersten erfolgreichen Versuch unternahmen John Wilson und John Price mit einigen Begleitern 1798. Sie gingen dem Gerücht über eine bislang unbekannte Siedlung südwestlich von Sydney nach. So kamen sie bis zum heutigen Goulburn, womit sie die Blue Mountains zwar eher umgingen als direkt überquerten, dennoch hatten sie einen Weg nach Westen gefunden. Aus politischen Gründen wurde dieser Erfolg jedoch nicht anerkannt: Sydney war eine Strafgefangenen-Kolonie und die umgebenden Berge galten als unüberwindbar; Flüchtlinge, die versuchten sie zu überqueren, würden verschwinden oder getötet werden. Deshalb beließ es der Gouverneur John Hunter offiziell bei dieser Auffassung.
Gregory Blaxland lebte seit 1805 oder 1806 in Australien, wo er Land und eine Schafherde besaß. Auf der Suche nach neuem Weideland für seine wachsende Herde unternahm er schon 1811 mit fünf Gefährten eine Reise mit dem Ziel, einen Weg über die Berge zu finden. Dabei fand er heraus, dass er auf den Bergrücken entlang der Wasserscheidelinie der Zuflüsse des Nepean River und den Flüssen, von denen er glaubte, dass sie ins Inland fließen, besser vorankam. Blaxland war überzeugt davon, dass er darauf aufbauend die Blue Mountains überwinden könne. Er sprach viel mit Siedlern, die am Fuß der Berge jagten oder sich öfter dort aufhielten, ehe er für seinen nächsten Versuch die Wasserscheide von Nepean und Grose River auswählte.
Der Druck, neue Weideflächen für die mittlerweile zu großen Herden zu erschließen wurde 1813 von einer Dürre noch verschärft. In dieser Situation bat Blaxland Gouverneur Lachlan Macquarie darum, eine Expeditionsgruppe aufstellen zu dürfen. Zu dieser gehörten neben William Charles Wentworth und William Lawson ein ortskundiger Führer, drei Helfer, vier Packpferde mit Proviant und fünf Hunde.

## Expeditionsverlauf

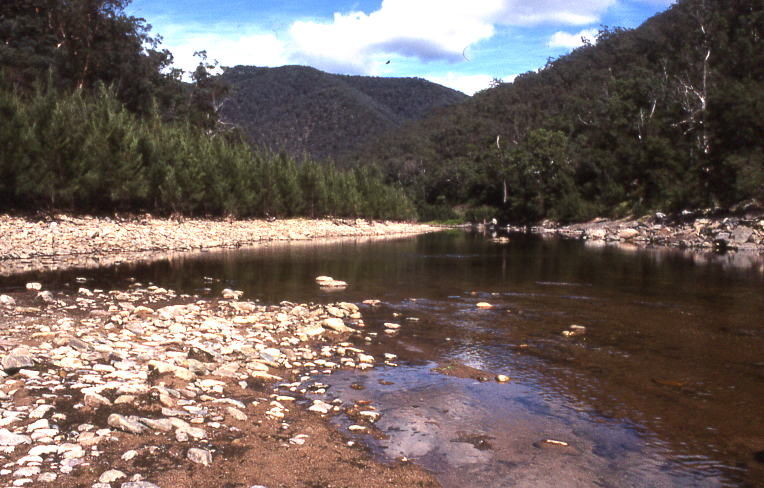
Die europäischen Siedler wussten noch nicht, dass der Coxs River eigentlich der leichteste Weg durch die Blue Mountains ist und von den Aborigines zur Durchquerung des Gebirges genutzt wurde. Er schlägt allerdings einen weiten südlichen Bogen.

Blaxland, Wentworth und Lawson verließen Blaxlands Farm am South Creek mit ihren vier Helfern, Pferden, Hunden und Proviant am 11. Mai 1813. Am ersten Tag fiel das Fortkommen in westlicher Richtung noch leicht, doch schon am zweiten Tag stieß die Gruppe auf dichte Vegetation, die die Pferde behinderte. Ab dem dritten Tag war das Buschwerk so dicht, dass die Männer jeden Tag zunächst rund 10 bis 13 Kilometer vorausliefen, Bäume markierten, zu ihren Pferden zurückkehrten und am nächsten Tag einen Pfad durch das Unterholz schlugen, um dann ein neues Lager aufzuschlagen. Das verlangsamte den Fortschritt erheblich, zudem war der Aufstieg steil, sodass die Gruppe mitunter nur zwei Meilen (rd. 3,2 Kilometer) am Tag zurücklegte. Am achten Tag wurde der Gebirgskamm, auf dem sie sich westlicher bis nordwestlicher Richtung bewegten, zusehends schmaler und fiel zu beiden Seiten steil ab. An dieser Engstelle lagen mehrere Felsen, die ein scheinbar unüberwindliches Hindernis darstellten, es gelang jedoch, einige der Steine beiseite zu räumen und so eine Lücke in der Barriere zu schaffen, durch die auch die Packpferde passten. Am nächsten Tag passierten sie eine Steinpyramide, die sie für die Markierung des Umkehrpunktes einer früheren europäischen Expedition hielten. Nahe dem heutigen Blackheath stießen sie auf eine steil abfallende Felswand, der sie in nördlicher Richtung folgten, bis sie am 28. Mai eine Stelle zum Abstieg fanden. Sie befanden sich nun in einem Waldgebiet, das auch stark mit Gras bewachsen war und den Pferden zum ersten Mal seit langem wieder die Möglichkeit gab, frisches Gras zu fressen. Sie überquerten den Coxs River und standen schließlich am 31. Mai auf dem später als Mount Blaxland bezeichneten Berg. Von dort aus überblickten sie eine Gras- und Waldlandschaft, die in Blaxlands Augen in den nächsten 30 Jahren genug Weidefläche für das gesamte Vieh der Kolonie bot.
Bis zu diesem Punkt hatte Blaxland 93 Kilometer zurückgelegt und es war klar, dass das Ziel der Expedition erreicht und die Blue Mountains überwunden waren, weshalb die Gruppe dort umkehrte. Der Rückweg war wesentlich unbeschwerlicher und benötigte nur ein Drittel der Zeit, da sich die Gruppe auf ihren bereits geschlagenen Wegen bewegte. Lediglich ab dem 4. Juni, als die Männer wieder im Grasland an der Ostküste waren, hatten sie leichte Schwierigkeiten den Rückweg zu finden. Am 6. Juni trafen sie bei Blaxlands Farm ein.

## Nachwirkungen

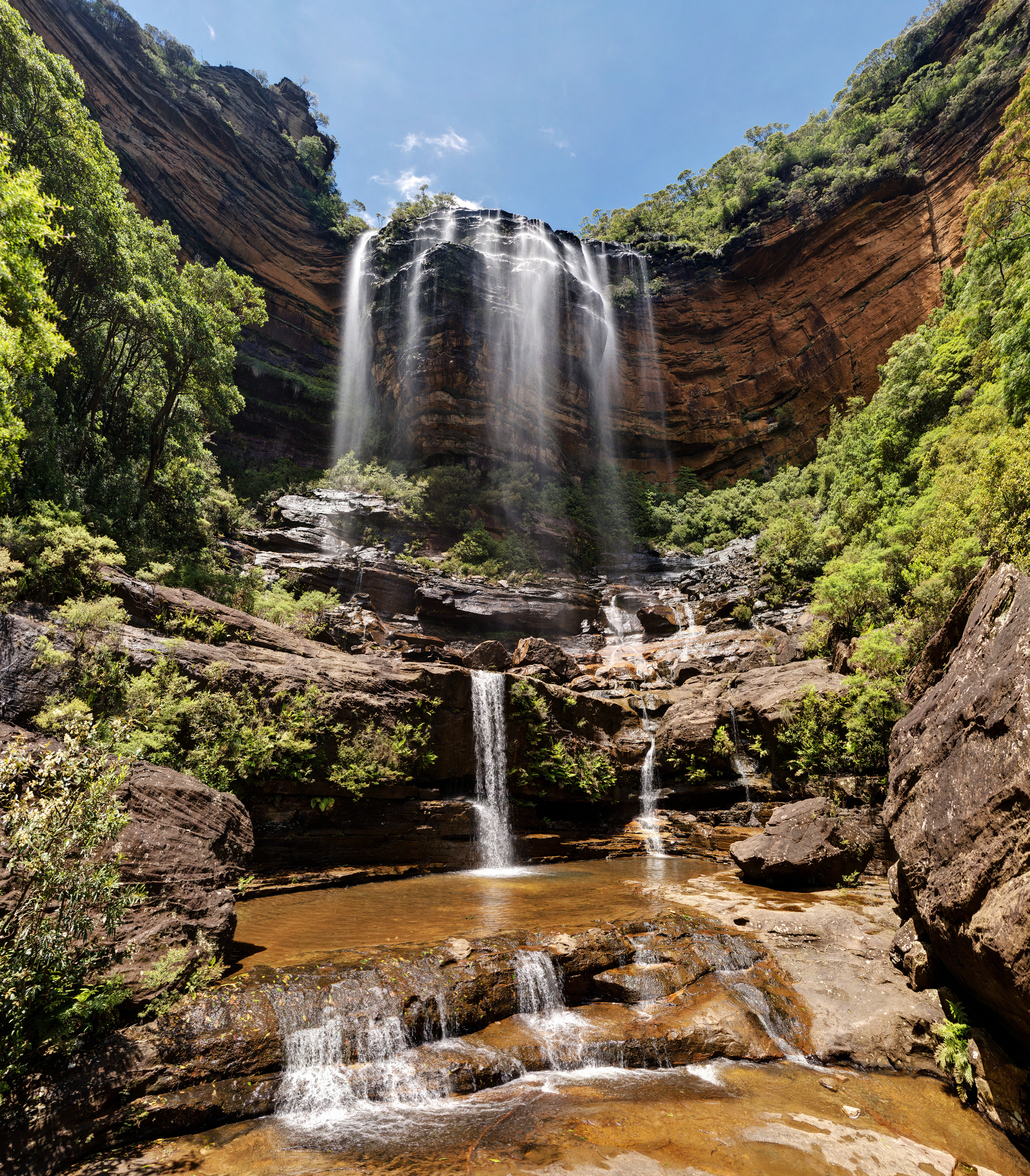
Dieser Wasserfall heißt wie auch der nächstgelegene Ort Wentworth Falls.

Die Entdeckungen der Blaxland-Expedition zeigten, dass die Blue Mountains keine unüberwindliche Barriere waren, die die Ausdehnung der Kolonie nach Westen dauerhaft begrenzen sollten. Dieses Ergebnis, zusammen mit den Nachrichten von Weideland jenseits der Berge, sorgte für große Freude in Sydney. Blaxland, Wentworth und Lawson wurden dafür mit 445 Hektar Land belohnt.
Die Blaxland-Expedition war direkter Anlass für eine weitere Expedition von George William Evans von November 1813 bis Januar 1814, die weiter vorstieß und den Macquarie River entdeckte. 1814 erteilte der Gouverneur Lachlan Macquarie William Cox den Auftrag, eine Straße entlang der Expeditionsroute zu bauen. Diese wurde 1815 fertiggestellt. Parallel dazu wurde später eine Eisenbahnlinie gebaut.
Nach den Entdeckern wurden einige Orte entlang der Route benannt, so zum Beispiel Blaxland, Lawson oder Wentworth Falls.